# Oppstrynsvatnet
Oppstrynsvatnet (også Strynevatnet og Strynsvatnet) er en sø i Stryn kommune i Vestland fylke i Norge.
De største elve som løber ud i Oppstrynsvatnet er Hjelledøla fra øst og Erdalselva fra sydøst. Fra søen løber Stryneelva gennem Strynedalen til Nordfjorden ved Stryn centrum. Oppstrynsvatnet har et afvandingsområde på 547 km².
- Wikimedia Commons har flere filer relateret til Oppstrynsvatnet